# Yuki Kato
Yuki Anggraini Kato (nacida el 2 de abril de 1995 en Malang, Indonesia) es una actriz, cantante y modelo indonesia. Es conocida por interpretar el personaje principal de la telenovela Heart. Además de su gran talento en la actuación, también ha mostrado potencial en el campo del canto al interpretar "My Heart" un dueto junto a Irshadi Bagas en el programa My Heart By Request emitido por SCTV. En 2010, protagonizó la telenovela titulada Arti Sahabat en el papel de Ajeng. En 2013, interpretó algunas canciones para la banda sonora de la película Operation Wedding en la que también actuó. Además incursionó como copresentadora en el programa The Comment junto a Imam Darto y Dimas Danang.

## Biografía
Yuki Kato es la primera hija de la pareja Takeshi Kato y Twinawati. Takeshi Kato, un jefe de proyecto de una gran empresa en Japón y actualmente reside en Japón y vienen cada 3 meses para visitar a su hija en Indonesia. Yuki tiene dos hermanas menores llamadas Reina Meisilia Kato y Sakura Des Caesar Kato. Yuki vive con su madre y sus hermanas en Kota Wisata, Cibubur, al este de Yakarta. Tiene como hobby el ciclismo y la lectura.

## Educación
Ella es una exalumna de la escuela primaria Fajar Hidayah, la escuela secundaria Pilar Indonesia y la escuela secundaria Bakti Mulya 400. Actualmente, está estudiando para obtener un título en Relaciones Internacionales de la Universidad de Indonesia.

## Filmografía

### Películas
Cine
- Basahhh... (2008) como Anissa
- Operation Wedding (2013) como Windi
- This Is Cinta (2015) como Rachel
- Pizza Man (2015) como Merry
- Cabe-cabean (2015) como Suzan
- Kembar 5 (2015) como Gendhis
- Petualangan Singa Pemberani Atlantos (2016) como Liona (Hanya suara)
- Cahaya Cinta Pesantren (2017) como Shila

Películas para televisión
- O Lala Mbok Idur (2008)
- Slonong Girl (2010)
- You've Got Ism@il (2012)
- Mister Pinky (2012)
- Sepatuku Cintaku (2012)
- Aku Dewi Bukan Dewo (2012)
- 22 Hari Mengejar Cinta Seleb (2012)
- Cinta Kadal Dikadalin (2013)
- Roro Jonggrang Millenium (2013)
- Cinlok Si Tukang Cilok (2013)
- Surat Cinta Kadaluarsa (2013)
- Cucur Si Tukang Cukur (2013)
- Akankah Bunda Datang ke Pernikahanku (2014)

### Telenovelas
- Bidadari 3
- Inikah Rasanya (2003 - 2005)
- Kecil-Kecil Tukar Cincin (2007)
- My Love (2007)
- Pintu Hidayah (2005 - 2007)
- Monyet Cantik (2007) como Lisa
- Heart Series (2007) como Rachel Amandita
- Namaku Mentari (2008)
- 3 Pengantin untuk Ayahku (2008)
- Matahariku (2009)
- Pelangi-pelangi Cinta (2009)
- Putih Merah (2009 - 2010)
- Arti Sahabat (2010 - 2011) como Rahayu Ajeng/Princess Keong
- Arti Sahabat Musim Kedua (2011) como Rahayu Ajeng/Princess Keong
- Gol-Gol Fatimah (2011)
- Dia atau Diriku (2011 - 2012)
- Cahaya Gemilang (2012)
- Cinta Cenat Cenut 3 (2012)
- Heart Series 2 (2013) como Rachel Amandita
- Fortune Cookies (2013 - 2014)
- Penyihir Cantik (2015)
- Cinta Yang Tertukar (2016)
- Antara Cinta & Do'a (2017)